# Tobet
Il Tobet è un molosso asiatico proveniente dal Kazakistan. È un cane di grossa mole, la cui funzione è quella di proteggere le greggi dai predatori. Un singolo Tobet può essere in grado di affrontare un lupo, tanto che in Russia è soprannominato "Volkodav", ovvero "demolitore di lupi". Il tobet può anche venire utilizzato per guidare greggi o mandrie di bovini e persino di cavalli.
Il Tobet viene anche impiegato nella caccia al cinghiale, di solito in mute miste di Tazy (levriero afghano) e Tobet, nelle quali funge da cane da presa.
Durante il periodo sovietico molti cani provenienti dall'Asia centrale vennero portati in Russia e da essi si originò il cosiddetto Pastore dell'Asia Centrale o CAO. In realtà questa è una razza inventata dai sovietici che risulta dall'amalgama di linee ancestrali quali appunto il Tobet del Kazakistan, l'Alabai del Turkmenistan e molte altre razze locali.

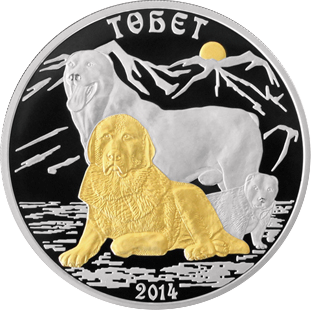